# Gladiolus baumii
Gladiolus baumii är en irisväxtart som beskrevs av Hermann August Theodor Harms. Gladiolus baumii ingår i släktet sabelliljor, och familjen irisväxter.
Artens utbredningsområde är Angola. Inga underarter finns listade i Catalogue of Life.